# 文化的景観

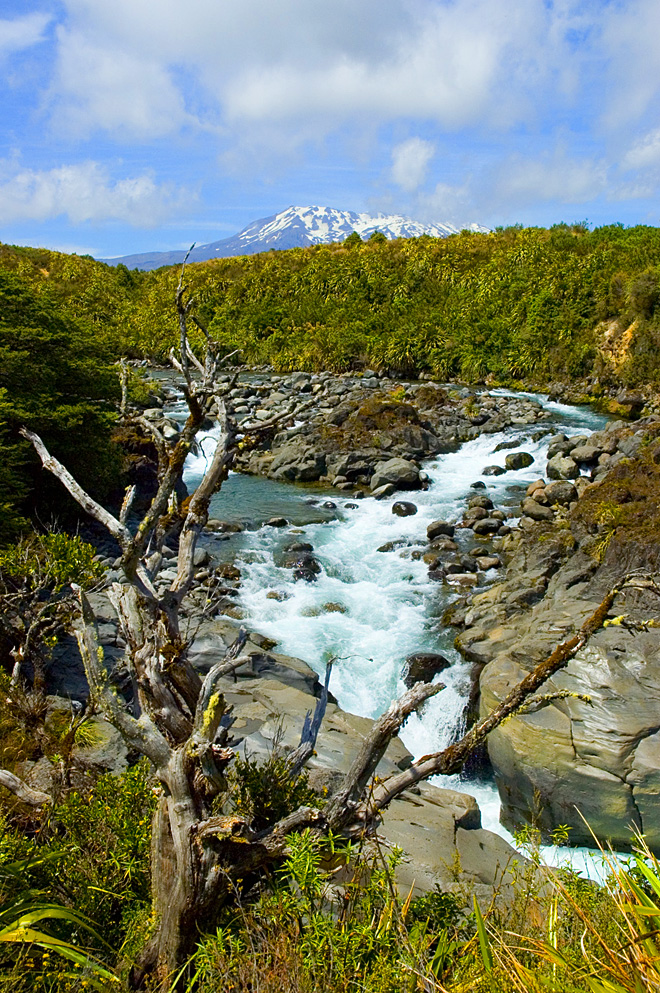
文化的景観としての世界遺産第1号となったトンガリロ国立公園

地理学、生態学、遺産研究などにおける文化的景観（ぶんかてきけいかん、英語: Cultural landscape）とは、人間が自然とともに生み出した景観を指す。景観とは既に現存する自然や人工の要素の集合体ではなく、自然と人為が関係しあっている様子、すなわち文化をも表現するという見方で、歴史的景観と表裏一体となっている。共存とは、庭園等の様に人間が自然の中に作り出した景色、あるいは田園や牧場のように産業と深く結びついた景観、さらには自然それ自体にほとんど手を加えていなくとも、人間がそこに文化的な意義を付与したもの（宗教上の聖地とされた山など）が含まれる。
特に、世界遺産委員会の定義によれば、「自然と人間の組み合わせた作品を表す文化財」のことをいい、以下の三要素に分類される。
1. 意匠された景観：庭園や公園、宗教的空間などの景観。
2. 有機的に進化する景観：社会の様々な需要によって生まれ、自然環境と一体に成立した景観。
3. 関連する景観：その土地の自然環境が宗教や学芸と深く結びついて、民族に大きな影響を与える景観。

## 世界遺産
ユネスコの世界遺産委員会は、1992年に「世界遺産条約履行のための作業指針」に、文化的景観の概念を盛り込んだ。分類上は文化遺産だが、自然的要素に特筆すべき点がある場合には複合遺産となる。
文化的景観を理由に登録された世界遺産の第1号は、トンガリロ国立公園（ニュージーランド）である。この物件は1990年に自然遺産として登録されていたが、マオリの信仰の対象としての文化的側面が評価され、1993年に複合遺産となった。
以降、文化的景観を登録名に関した物件は、「石見銀山遺跡とその文化的景観」（日本）、「スクルの文化的景観」（ナイジェリア）、「バーミヤン渓谷の文化的景観と古代遺跡群」（アフガニスタン）、「シントラの文化的景観」（ポルトガル）など枚挙に暇がない。また、登録名に文化的景観と冠していなくとも、「アルト・ドウロ・ワイン生産地域」（ポルトガル）や「フィリピン・コルディリェーラの棚田群」などの農業景観、巡礼の道として登録された「紀伊山地の霊場と参詣道」（日本）、国立公園であるにもかかわらず文化遺産として登録されている「シンクヴェトリル国立公園」（アイスランド）や「ホルトバージ国立公園」（ハンガリー）などは、いずれも文化的景観の範疇に属する。
逆に、1992年以前には文化的景観を理由とする登録は存在しなかったが、「ヴェルサイユの宮殿と庭園」（フランス）、「メテオラ」（ギリシャ）など、もしもその概念が存在していたならば、適用されていた可能性がある物件は複数存在している。

### 世界遺産に登録されている文化的景観の一覧
以下では世界遺産センターが公表している文化的景観のリストを基準にしつつ、世界遺産関連書籍でそのように位置づけられているものも含めている。
- 特に出典の明記のないものは世界遺産センターのリストに掲載されている物件。
- 地域区分は世界遺産センターの公式分類に基づく。
- 登録年は文化的景観として登録された年。拡大登録などによって後から文化的景観と認められたものは、当初の登録年をカッコで示した。

#### アジア・太平洋
| 画像 | 登録名                                                                  | 保有国             | 登録年           | 分類 | 登録基準                |
| ---- | ----------------------------------------------------------------------- | ------------------ | ---------------- | ---- | ----------------------- |
|      | バーミヤン渓谷の文化的景観と古代遺跡群                                  | アフガニスタン     | 2003年           | 文化 | (1), (2), (3), (4), (6) |
|      | バムとその文化的景観                                                    | イラン             | 2004年           | 文化 | (2), (3), (4), (5)      |
|      | ペルシア式庭園                                                          | イラン             | 2011年           | 文化 | (1), (2), (3), (4), (6) |
|      | メイマンドの文化的景観                                                  | イラン             | 2015年           | 文化 | (5)                     |
|      | ビームベートカーの岩陰遺跡                                              | インド             | 2003年           | 文化 | (3), (5)                |
|      | バリ州の文化的景観 : トリ・ヒタ・カラナ哲学を表現したスバック・システム | インドネシア       | 2012年           | 文化 | (3), (5), (6)           |
|      | ウルル＝カタ・ジュタ国立公園                                            | オーストラリア     | 1994年（1987年） | 複合 | (5), (6), (7), (8)      |
|      | タムガリの考古的景観にある岩絵群                                        | カザフスタン       | 2004年           | 文化 | (3)                     |
|      | 聖なる山スライマン＝トー                                                | キルギス           | 2009年           | 文化 | (3), (6)                |
|      | シンガポール植物園                                                      | シンガポール       | 2015年           | 文化 | (2), (4)                |
|      | 廬山国立公園                                                            | 中華人民共和国     | 1996年           | 文化 | (2), (3), (4), (6)      |
|      | 五台山                                                                  | 中華人民共和国     | 2009年           | 文化 | (2), (3), (4), (6)      |
|      | 杭州西湖の文化的景観                                                    | 中華人民共和国     | 2011年           | 文化 | (2), (3), (6)           |
|      | 紅河ハニ棚田群の文化的景観                                              | 中華人民共和国     | 2013年           | 文化 | (3), (5)                |
|      | 左江花山の岩絵の文化的景観                                              | 中華人民共和国     | 2016年           | 文化 | (3), (6)                |
|      | ニサのパルティア時代の城塞群                                            | トルクメニスタン   | 2007年           | 文化 | (2), (3)                |
|      | 紀伊山地の霊場と参詣道                                                  | 日本               | 2004年           | 文化 | (2), (3), (4), (6)      |
|      | 石見銀山遺跡とその文化的景観                                            | 日本               | 2007年           | 文化 | (2), (3), (5)           |
|      | トンガリロ国立公園                                                      | ニュージーランド   | 1993年（1990年） | 複合 | (6), (7), (8)           |
|      | ロイ・マタ首長の領地                                                    | バヌアツ           | 2008年           | 文化 | (3), (5), (6)           |
|      | クックの初期農業遺跡                                                    | パプアニューギニア | 2008年           | 文化 | (3), (4)                |
|      | フィリピン・コルディリェーラの棚田群                                    | フィリピン         | 1995年           | 文化 | (3), (4), (5)           |
|      | チャンアンの景観関連遺産                                                | ベトナム           | 2014年           | 複合 | (5), (7), (8)           |
|      | オルホン渓谷の文化的景観                                                | モンゴル           | 2004年           | 文化 | (2), (3), (4)           |
|      | モンゴル・アルタイ山脈の岩絵群                                          | モンゴル           | 2011年           | 文化 | (3)                     |
|      | 大山ブルカン・カルドゥンとその周辺の神聖な景観                          | モンゴル           | 2015年           | 文化 | (4), (6)                |
|      | チャンパサック県の文化的景観にあるワット・プーと関連古代遺産群          | ラオス             | 2001年           | 文化 | (3), (4), (6)           |

#### アラブ
| 画像 | 登録名                                                                             | 保有国             | 登録年 | 分類 | 登録基準      |
| ---- | ---------------------------------------------------------------------------------- | ------------------ | ------ | ---- | ------------- |
|      | アル・アインの文化的遺跡群（ハフィート、ヒリ、ビダ・ビント・サウードとオアシス群） | アラブ首長国連邦   | 2011年 | 文化 | (3), (4), (5) |
|      | シリア北部の古代村落群                                                             | シリア             | 2011年 | 文化 | (3), (4), (5) |
|      | オリーブとワインの地パレスチナ - エルサレム地方南部バティールの文化的景観          | パレスチナ自治政府 | 2014年 | 文化 | (4), (5)      |
|      | ワディ・ラム保護地域                                                               | ヨルダン           | 2011年 | 文化 | (3), (5), (7) |
|      | カディーシャ渓谷と神の杉の森                                                       | レバノン           | 1998年 | 文化 | (3), (4)      |

#### アフリカ
| 画像 | 登録名                                          | 保有国           | 登録年 | 分類 | 登録基準            |
| ---- | ----------------------------------------------- | ---------------- | ------ | ---- | ------------------- |
|      | コンソの文化的景観                              | エチオピア       | 2011年 | 文化 | (3), (5)            |
|      | ロペ＝オカンダの生態系と残存する文化的景観      | ガボン           | 2007年 | 複合 | (3), (4), (9), (10) |
|      | ミジケンダのカヤの聖なる森林群                  | ケニア           | 2008年 | 文化 | (3), (5), (6)       |
|      | マトボの丘群                                    | ジンバブエ       | 2003年 | 文化 | (3), (5), (6)       |
|      | サルーム・デルタ                                | セネガル         | 2011年 | 文化 | (3), (4), (5)       |
|      | バサリ地方 : バサリ、フラ、ベディクの文化的景観 | セネガル         | 2012年 | 文化 | (3), (5), (6)       |
|      | エネディ山地の自然的・文化的景観                | チャド           | 2016年 | 複合 | (3), (7), (9)       |
|      | バタマリバ人の土地クタマク                      | トーゴ           | 2004年 | 文化 | (5), (6)            |
|      | スクルの文化的景観                              | ナイジェリア     | 1999年 | 文化 | (3), (5), (6)       |
|      | オシュン＝オショグボの聖なる木立                | ナイジェリア     | 2005年 | 文化 | (2), (3), (6)       |
|      | アンブヒマンガの丘の王領地                      | マダガスカル     | 2001年 | 文化 | (3), (4), (6)       |
|      | マプングブエの文化的景観                        | 南アフリカ共和国 | 2003年 | 文化 | (2), (3), (4), (5)  |
|      | リフタスフェルトの文化的・植物的景観            | 南アフリカ共和国 | 2007年 | 文化 | (4), (5)            |
|      | コマニの文化的景観                              | 南アフリカ共和国 | 2017年 | 文化 | (3), (4), (5), (6)  |
|      | ル・モーンの文化的景観                          | モーリシャス     | 2008年 | 文化 | (3), (6)            |

#### ヨーロッパ・北アメリカ
| 画像 | 登録名 | 保有国                  | 登録年           | 分類 | 登録基準                 |
| ---- | --- | ----------------------- | ---------------- | ---- | ------------------------ |
|      | シンクヴェトリル国立公園                                                                                                 | アイスランド            | 2004年           | 文化 | (3), (6)                 |
|      | ゴブスタンの岩絵の文化的景観                                                                                             | アゼルバイジャン        | 2007年           | 文化 | (3)                      |
|      | パパハナウモクアケア | アメリカ合衆国          | 2010年           | 複合 | (3), (6), (8), (9), (10) |
|      | マドリウ＝ペラフィタ＝クラロ渓谷                                                                                         | アンドラ                | 2004年           | 文化 | (5)                      |
|      | ブレナヴォン産業用地 | イギリス                | 2000年           | 文化 | (3), (4)                 |
|      | キューの王宮植物園群 | イギリス                | 2003年           | 文化 | (2), (3), (4)            |
|      | セント・キルダ | イギリス                | 2005年（1986年） | 複合 | (3), (5), (7), (9), (10) |
|      | コーンウォールと西デヴォンの鉱山景観                                                                                     | イギリス                | 2006年           | 文化 | (2), (3), (4)            |
|      | イングランドの湖水地方                                                                                                   | イギリス                | 2017年           | 文化 | (2), (5), (6)            |
|      | ネゲヴ砂漠の香の道と都市群                                                                                               | イスラエル              | 2005年           | 文化 | (3), (5)                 |
|      | アマルフィ海岸 | イタリア                | 1997年           | 文化 | (2), (4), (5)            |
|      | ポルトヴェーネレ、チンクエ・テッレと小島群                                                                               | イタリア                | 1997年           | 文化 | (2), (4), (5)            |
|      | パエストゥムとヴェーリアの考古遺跡群やパドゥーラのカルトジオ修道院を含むチレントおよびヴァッロ・ディ・ディアーノ国立公園 | イタリア                | 1998年           | 文化 | (3), (4)                 |
|      | ピエモンテ州とロンバルディア州のサクリ・モンティ                                                                         | イタリア                | 2003年           | 文化 | (2), (4)                 |
|      | ヴァル・ドルチャ | イタリア                | 2004年           | 文化 | (4), (6)                 |
|      | トスカーナ地方のメディチ家の別荘と庭園群                                                                                 | イタリア                | 2013年           | 文化 | (2), (4), (6)            |
|      | ピエモンテのブドウ畑の景観:ランゲ＝ロエーロとモンフェッラート                                                            | イタリア                | 2014年           | 文化 | (3), (5)                 |
|      | レーティッシュ鉄道アルブラ線・ベルニナ線と周辺の景観                                                                     | イタリア / スイス       | 2008年           | 文化 | (2), (4)                 |
|      | ケルソネソス・タウリケの古代都市とその農業領域                                                                           | ウクライナ              | 2013年           | 文化 | (2), (5)                 |
|      | ザルツカンマーグート地方のハルシュタットとダッハシュタインの文化的景観                                                   | オーストリア            | 1997年           | 文化 | (3), (4)                 |
|      | ヴァッハウ渓谷の文化的景観                                                                                               | オーストリア            | 2000年           | 文化 | (2), (4)                 |
|      | フェルテー湖/ノイジードラー湖の文化的景観                                                                                | オーストリア/ハンガリー | 2001年           | 文化 | (5)                      |
|      | グラン＝プレの景観 | カナダ                  | 2012年           | 文化 | (5), (6)                 |
|      | スタリー・グラード平原                                                                                                   | クロアチア              | 2008年           | 文化 | (2), (3), (5)            |
|      | ラヴォーのブドウ段々畑                                                                                                   | スイス                  | 2007年           | 文化 | (3), (4), (5)            |
|      | エーランド島南部の農業景観                                                                                               | スウェーデン            | 2000年           | 文化 | (4), (5)                 |
|      | アランフエスの文化的景観                                                                                                 | スペイン                | 2001年           | 文化 | (2), (4)                 |
|      | トラムンタナ山脈の文化的景観                                                                                             | スペイン                | 2011年           | 文化 | (2), (4), (5)            |
|      | ピレネー山脈のモン・ペルデュ                                                                                             | スペイン/フランス       | 1997年           | 複合 | (3), (4), (5), (7), (8)  |
|      | レドニツェとヴァルチツェの文化的景観                                                                                     | チェコ                  | 1996年           | 文化 | (1), (2), (4)            |
|      | シェラン島北部のパル・フォルス式狩猟の景観                                                                               | デンマーク              | 2015年           | 文化 | (2), (4)                 |
|      | 南西グリーンランド氷帽周縁部でのノース人とイヌイットの営農地域                                                           | デンマーク              | 2017年           | 文化 | (5)                      |
|      | デッサウ・ヴェルリッツの庭園王国                                                                                         | ドイツ                  | 2000年           | 文化 | (2), (4)                 |
|      | ライン渓谷中流上部 | ドイツ                  | 2002年           | 文化 | (2), (4), (5)            |
|      | ドレスデン・エルベ渓谷 （2009年抹消）                                                                                    | ドイツ                  | 2004年           | 文化 | (2), (3), (4), (5)       |
|      | ベルクパルク・ヴィルヘルムスヘーエ                                                                                       | ドイツ                  | 2013年           | 文化 | (3), (4)                 |
|      | ムスカウ公園 | ドイツ/ポーランド       | 2004年           | 文化 | (1), (4)                 |
|      | ペルガモンとその重層的な文化的景観                                                                                       | トルコ                  | 2014年           | 文化 | (1), (2), (3), (4), (6)  |
|      | ディヤルバクル城塞とヘヴセル庭園の文化的景観                                                                             | トルコ                  | 2015年           | 文化 | (4)                      |
|      | ヴェーガ群島 | ノルウェー              | 2004年           | 文化 | (5)                      |
|      | プスタのホルトバージ国立公園                                                                                             | ハンガリー              | 1999年           | 文化 | (4), (5)                 |
|      | トカイのワイン産地の歴史的・文化的景観                                                                                   | ハンガリー              | 2002年           | 文化 | (3), (5)                 |
|      | サン＝テミリオン地域 | フランス                | 1999年           | 文化 | (3), (4)                 |
|      | シュリー・シュル・ロワールとシャロンヌ間のロワール渓谷                                                                   | フランス                | 2000年           | 文化 | (1), (2), (4)            |
|      | コースとセヴェンヌの地中海農牧業の文化的景観                                                                             | フランス                | 2011年           | 文化 | (3), (5)                 |
|      | ノール＝パ・ド・カレーの炭田地帯                                                                                         | フランス                | 2012年           | 文化 | (2), (4), (6)            |
|      | ブルゴーニュのブドウ畑のクリマ                                                                                           | フランス                | 2015年           | 文化 | (3), (5)                 |
|      | シャンパーニュの丘陵、メゾンとカーヴ                                                                                     | フランス                | 2015年           | 文化 | (3), (4), (6)            |
|      | タプタプアテア | フランス                | 2017年           | 文化 | (3), (4), (6)            |
|      | カルヴァリア・ゼブジドフスカ：マニエリスム建築と公園が織りなす景観と巡礼公園                                             | ポーランド              | 1999年           | 文化 | (2), (4)                 |
|      | シントラの文化的景観 | ポルトガル              | 1995年           | 文化 | (2), (4), (5)            |
|      | アルト・ドウロ・ワイン生産地域                                                                                           | ポルトガル              | 2001年           | 文化 | (3), (4), (5)            |
|      | ピコ島のブドウ畑文化の景観                                                                                               | ポルトガル              | 2004年           | 文化 | (3), (5)                 |
|      | クルシュー砂州 | リトアニア/ロシア       | 2000年           | 文化 | (5)                      |
|      | ケルナヴェ考古遺跡（ケルナヴェ文化保護区）                                                                               | リトアニア              | 2004年           | 文化 | (3), (4)                 |

#### ラテンアメリカ・カリブ海
| 画像 | 登録名                                                 | 保有国       | 登録年 | 分類 | 登録基準           |
| ---- | ------------------------------------------------------ | ------------ | ------ | ---- | ------------------ |
|      | ケブラーダ・デ・ウマワーカ                             | アルゼンチン | 2003年 | 文化 | (2), (4), (5)      |
|      | フライ・ベントスの産業景観                             | ウルグアイ   | 2015年 | 文化 | (2),(4)            |
|      | ビニャーレス渓谷                                       | キューバ     | 1999年 | 文化 | (4)                |
|      | キューバ南東部のコーヒー農園発祥地の景観               | キューバ     | 2000年 | 文化 | (3), (4)           |
|      | コロンビアのコーヒー産地の文化的景観                   | コロンビア   | 2011年 | 文化 | (5), (6)           |
|      | スウェルの鉱山都市                                     | チリ         | 2006年 | 文化 | (2)                |
|      | リオデジャネイロ:山と海との間のカリオカの景観群        | ブラジル     | 2012年 | 文化 | (5), (6)           |
|      | パンプーリャの近代建築群                               | ブラジル     | 2016年 | 文化 | (1), (2), (4)      |
|      | テキーラの古い産業施設群とリュウゼツランの景観         | メキシコ     | 2006年 | 文化 | (2), (4), (5), (6) |
|      | オアハカ中央盆地にあるヤグルとミトラの先史時代の洞窟群 | メキシコ     | 2010年 | 文化 | (3)                |

## 日本
日本では、2005年4月1日に施行された改正文化財保護法第2条第1項第5号によって、文化的景観に関する規定が新たに盛り込まれ、文化庁内に設置された文化的景観の保存・整備・活用に関する検討委員会は「風土に根差し営まれてきた生活や生業を表す景勝地」との観点から、一次調査で農林水産業に関する候補地2311ヶ所を選出し、二次調査で502、最終調査で180に絞り込んだ後、66件を重要地域とし、その中から重要文化的景観を選定している。現在は一次産業が主体であるが、将来的には例えば工業地帯やニュータウン・商店街のような分野への応用も視野に入れている。